# Дихлорид-диоксид триртути
Дихлорид-диоксид триртути — неорганическое соединение,
оксохлорид ртути
с формулой Hg3O2Cl2,
чёрные кристаллы.

## Получение
- В природе встречается минерал терлингуакрикит — Hg3O2Cl2 [1].

- Возгонка в вакууме смеси оксида ртути(II) и хлорида ртути(II):

{\displaystyle {\mathsf {2HgO+HgCl_{2}\ {\xrightarrow {300-340^{o}C}}\ Hg_{3}O_{2}Cl_{2}}}}

## Физические свойства
Дихлорид-диоксид триртути образует чёрные кристаллы нескольких модификаций:
- минерал терлингуакрикит — ромбическая сингония, параметры ячейки a = 0,6737 нм, b = 2,5528 нм, c = 0,5533 нм, Z = 8 [2];
- моноклинная сингония, пространственная группа P 21/c, параметры ячейки a = 0,7151 нм, b = 0,6864 нм, c = 0,6860 нм, β = 126,54°, Z = 2 [3];
- моноклинная сингония, пространственная группа P 21/c, параметры ячейки a = 1,0826 нм, b = 0,9310 нм, c = 1,1515 нм, β = 71,04°, Z = 8 [3].